# Ce-hszi kínai császárné

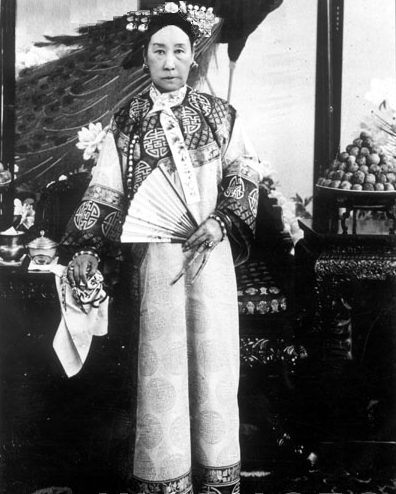

Ce-hszi (kínai írással: 慈禧, Cíxǐ, pinjin átírásban Cixi) (1835. november 29. – 1908. november 15.) eredetileg Xianfeng kínai császár (Hszien-feng kínai császár) egyik mellékágyasa volt, utóbb 48 éven keresztül ő irányította egész Kínát.

## Fiatalkora
Egy pekingi mandzsu mandarin lányaként született. Édesapja meghalt, ezért bácsikájához került. A Jehonala a mandzsu családneve volt. A Tiltott Városba való bevonulásakor kezdetben csak az alsóbb rangú ágyasok között kapott helyet, de a császár hamar felemelte, főképp azért, mert ő szülte meg a császárnak egyetlen életben maradt fiúgyermekét. Ekkor kapta meg a Cixi (Ce-hszi) nevet. „Konkurense” pedig Ci’an (Ce-an) lett. Férje, Xianfeng (Hszien-feng) halála után társrégense lett Gong (Kung) hercegnek (a néhai császár testvérének) és Ci’annak (Ce’annak), miután elhárított egy ellene irányuló puccsot.

## Régensségek
- 1861–1872 között a saját fia, Tongzhi (Tung-csi) nagykorúságáig.
- 1875–1889 között unokaöccse, Guangxu (Kuang-hszü) nagykorúságáig.
- 1898–1908 között miután letartóztatta Guangxut (Kuang-hszüt)

A régensségi időszakok között sem eresztette ki a kezéből a hatalmat, és tulajdonképpen ő irányította a birodalmat a sárga függöny (Sárkánytrónus) mögül.

## Érdekességek
Az egyik legnagyobb szenvedélye a jádekövek és ékszerek gyűjtése volt, idős korára már több mint 5000 doboz ékszerrel rendelkezett, amelyeket egy külön teremben tartott. A kínai hadiflotta fejlesztésére félretett ezüst egy részét a lerombolt Régi Nyári Palota (Yuánmíng Yuán (圆明园, Jüanming Jüan)) újjáépítésére költötte, amit az angolok és franciák romboltak le, és fosztottak ki.